# RE: Alistair
RE: Alistair ist ein englisches Otome Game (Japanisches Adventure für weibliche Spieler), entwickelt und veröffentlicht von sakevisual für Microsoft Windows, Mac OS X und Linux. Es wurde am 28. Februar 2010 veröffentlicht. Das Spiel wurde auch inoffiziell ins Russische übersetzt.

## Handlung
Merui ist ein Mädchen, das Videospiele liebt. Sie spielt oft ein MMORPG mit ihrer Online Freundin Fiona. Als ein Junge mit dem Benutzernamen Alistair einen seltenen Gegenstand in dem MMORPG Rivenwell Online stiehlt, beschließt sie, Rache zu nehmen. Leider weiß sie nicht, wer die Person im echten Leben ist. Sie findet heraus, dass nur einer von drei Jungen von ihrer Schule Alistair sein kann; Travis, Shiro oder Derek. Der Spieler kann nun die Geschichte beeinflussen und eine Romanze mit einem der drei beginnen. Am Ende stellt sich jedoch heraus, dass Derek Alistair ist, während Shiro den Engel Fiona spielt und Travis ein Administrator in dem Spiel mit dem Namen Oda ist.

### Charaktere
- Merui Lucas ist die Protagonistin. Sie ist ein 16-jähriges Mädchen, die Videospiele liebt.
- Travis Wright ist der Vizepräsident des Computerspielclubs an Meruis Schule.
- Shiro Takayama ist ein schüchterner Klassenkamerad von Merui.
- Derek Nevine ist ein Basketballspieler und ein Junge mit ausgeprägten Selbstbewusstsein.

## Spielmechanik
Der Spieler übernimmt die Rolle von Merui Lucas. Das Spiel wird überwiegend im Visual Novel Stil erzählt, wobei der Spieler durch Entscheidungen den Verlauf der Geschichte verändern kann und eine Beziehung zu einem der drei potenziellen Jungen aufbauen kann. Der Spieler muss außerdem einige Statistiken von Merui aufbauen, wie zum Beispiel „Intelligenz“ und „Ruf“. Des Weiteren kann man Gegenstände, wie zum Beispiel Videospiele, Bücher und Kleidung kaufen; dies führt ebenfalls zu anderen Szenen und beeinflusst den Spielverlauf.

## Entwicklungs- und Veröffentlichungsgeschichte

### RE: Alistair++ & Backstage Pass
Am 10. April 2010 wurde eine verbesserte Version des Spiels mit dem Titel RE: Alistair++ veröffentlicht. Dem Spiel wurden unter anderem neue Szenen und ein Bonusmenü hinzugefügt.
Am 1. Januar 2013 wurde ein neues Otome Game mit dem Titel Backstage Pass angekündigt. Das Spiel ist im selben Universum wie RE: Alistair angesiedelt und es wurde laut den Entwicklern versprochen, dass es die Dinge enthalte soll, die man in RE: Alistair vermisst haben könnte. Das Spiel ist Teil von sakevisuals Green Tea Line und daher kommerziell. Backstage Pass wurde komplett auf Englisch synchronisiert und erschien nach einigen Verzögerungen im August 2016. Mehrere Synchronsprecher übernahmen eine Rolle im Spiel, darunter Casey Mongillo, Joel McDonald, Lucien Dodge und Micah Solusod. Die Figur der Merui Lucas hat einen Cameo-Auftritt im Spiel und wurde von Apphia Yu synchronisiert.

### Merchandise
Am 10. September 2010 wurde ein Artbook von RE: Alistair++ veröffentlicht, das offizielle Bilder aus dem Spiel und Bilder von Fans enthielt. sakevisual verkaufte auch auf Conventions wie All-Con und AnimeFest Merchandise. Unter anderem boten sie Sticker, Postkarten,
T-Shirts, Artbooks und Stofftiere an. sakevisual erstellte exklusiv eine knapp 9 cm große Alistair-Figur und sagte, dass weitere Figuren möglichen seien, wenn sich die Figur gut verkaufe, dabei seien auch andere Charaktere aus anderen sakevisual-Spielen möglich wie aus der Jisei-Serie.

## Rezeption
Es erhielt eine Bewertung von 88 % auf Gamertell, Jenni Lada schrieb zu dem Spiel (frei aus dem Englischen übersetzt): „Ich bin ehrlich überrascht, dass RE: Alistair ein Gratisspiel ist. Es ist sehr gut gemacht […] Die Geschichte ist gut geschrieben, mit glaubhaften Charakteren, die Grafiken sind schön und leicht anzusehen […]“
Indie Review bewertete das Spiel mit 3,5 von 5 Sternen und schrieb über das Spiel: „Nichtsdestoweniger überwiegen die Stärken des Spiels und es ist definitiv einen Blick wert, wenn man ein Fan von Visual Novels ist.“
Gamezebo gab dem Spiel 4,5 von 5 Sternen, Mike Rose bezeichnet RE: Alistair++ als „eine unglaubliche Ergänzung zum Visual-Novel-Genre, mit einer prima Geschichte und schönen Grafiken.“